# Avenue Princesse Grace

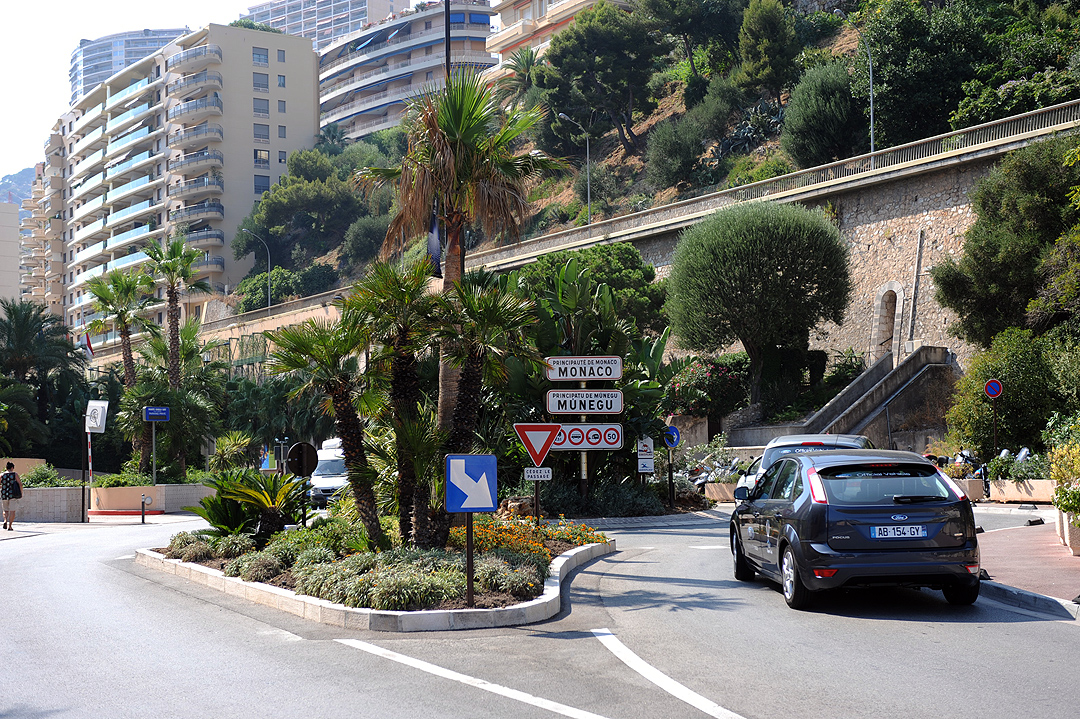
En del av Avenue Princesse Grace vid Monte-Carlo Bay Hotel & Resort (ej i bild).

Avenue Princesse Grace är en gata som ligger större delen i distriktet Larvotto i Monaco. Den blev namngiven efter prinsessan Grace Kelly 1956, när hon gifte sig med den dåvarande regerande fursten Rainier III av Monaco. Gatan är totalt 2,7 kilometer lång och där huvudsträckan är på 1,9 kilometer och sträcker sig från hotellet Fairmont Monte-Carlo i distriktet Monte-Carlo och till ett annat hotell, Monte-Carlo Beach i Roquebrune-Cap-Martin i Frankrike.
Efter andra världskriget köpte den monegaskiska affärsmannen Gildo Pastor stora delar av Larvotto inklusive gatan, för att 1966 få tillstånd av Rainer III att uppföra höghus för bostäder och hotell i området. I slutet av 2000-talet var gatan världens dyraste att bo på med genomsnittspriser på £73 000 per kvadratmeter medan i november 2015 var den rankad som den tredje dyrast, där genomsnittspriserna hade sjunkit till £56 885 per kvadratmeter.

## Urval av adresser

### Monaco
- 1 Avenue Princesse Grace: Le Mirabeau.[7]
- 2 Avenue Princesse Grace: Le Sardanapale.[8]
- 3 Avenue Princesse Grace: Émilie Palace.[9]
- 5 Avenue Princesse Grace: La Réserve.[10]
- 7 Avenue Princesse Grace: Le Houston Palace.[11]
- 10 Avenue Princesse Grace: Grimaldi Forum Monaco.[12]
- 11 Avenue Princesse Grace: Le Columbia Palace.[13]
- 17 Avenue Princesse Grace: Villa Sauber, en av två platser för Nouveau musée national de Monaco.[14]
- 21 Avenue Princesse Grace: Le 21.[15]
- 22 Avenue Princesse Grace: Le Méridien Beach Plaza.[16]
- 24 Avenue Princesse Grace: Le Roccabella.[17]
- 26 Avenue Princesse Grace: Sporting Monte-Carlo[18], den berömda nattklubben Jimmy'z ligger där[19].
- 27 Avenue Princesse Grace: Le Formentor.[20]
- 31 Avenue Princesse Grace: L'Estoril.[21]
- 37 Avenue Princesse Grace: Palais de la Plage.[22]
- 39 Avenue Princesse Grace: Le Bahia.[23]
- 40 Avenue Princesse Grace: Monte-Carlo Bay Hotel & Resort[24], bland annat restaurangen Blue Bay Marcel Ravin ligger där[25].

### Frankrike
- 155 Avenue Princesse Grace: Monte-Carlo Country Club.[26]
- ?? Avenue Princesse Grace: Monte-Carlo Beach[27], bland annat restaurangen Elsa ligger där[28].